# Dragana Marinković
Pour les articles homonymes, voir Marinković.
Dragana Marinković est une ancienne joueuse de volley-ball serbe d’origine serbe née le 19 octobre 1982 à Pula (Yougoslavie , aujourd'hui en Croatie). Elle mesure 1,97 m et jouait au poste de centrale. 

## Clubs
| Club                     | De        | À         |
| ------------------------ | --------- | --------- |
| OK Pula                  | 1996-1997 | 2000-2001 |
| Volley Bergamo           | 2001-2002 | 2002-2003 |
| Sassuolo Volley          | 2003-2004 | 2003-2004 |
| Sirio Perugia            | 2004-2005 | 2004-2005 |
| Pallavolo Collecchio     | 2005-2006 | 2005-2006 |
| River Volley Piacenza    | 2006-2007 | 2006-2007 |
| CSU Metal Galaţi         | 2007-2008 | 2007-2008 |
| Volley Club Milano       | 2008-2009 | 2008-2009 |
| Robursport Volley Pesaro | 2009-2010 | 2009-2010 |
| Spes Volley Conegliano   | 2010-2011 | 2010-2011 |
| Universal Volley Modena  | 2011-2012 | 2011-2012 |
| Eczacıbaşı İstanbul      | 2012-2012 | 2012-2012 |
| Daejeon KGC              | 2012-2013 | 2012-2013 |

## Palmarès

### Clubs
- Coupe de la CEV
  - Vainqueur : 2005.
- Championnat d'Italie
  - Vainqueur : 2002, 2005, 2010.
- Coupe d'Italie
  - Vainqueur : 2005.
  - Finaliste : 2002.
- Supercoupe d'Italie
  - Vainqueur : 2009.
  - Finaliste : 2002, 2004.
- Championnat de Croatie
  - Vainqueur : 2000.
- Championnat de Roumanie
  - Vainqueur : 2008.
- Coupe de Roumanie
  - Vainqueur : 2008.
- Championnat de Turquie
  - Vainqueur : 2012.

### Distinctions individuelles
- Championnat du monde de volley-ball féminin des moins de 20 ans 2001: Meilleure contreuse.